# Оловянка
Улица Тиму́ра Фру́нзе—Оловя́нка — одна из улиц Великого Новгорода. Находится на Торговой стороне, на территории исторического Плотницкого конца.
Начинается от улицы Фёдоровский ручей и проходит до улицы Панкратова, то есть до вала Окольного города. Протяжённость — 800 м. Имеет перекрёстки с улицами Герасименко-Маницына, Щитной, Черемнова-Конюхова и Панкратова.

## История
Под именем Оловянки улица впервые упоминается в 1582 году. В последующее время её название неоднократно изменялось: в 18—19 вв. называлась Большая Дворцовая, 1 апреля 1946 года решением Новгорисполкома переименована в улицу Александра Невского, 9 января 1964 года переименована в улицу Тимура Фрунзе, 12 сентября 1991 года ей было возвращено историческое название Оловянка, 3 сентября 1993 года постановлением городской управы Оловянке было присвоено двойное название — Тимура Фрунзе-Оловянка.
Улица застроена жилыми и административными зданиями. Застройка двусторонняя. На Оловянке находится центральная городская библиотека имени Д. Балашова, детский и подростковый клуб «Садко», Новгородская городская инфекционная больница, Детская поликлиника № 1.
На Оловянке дважды проводились археологические изыскания:
- 2002—2004 гг. — Никитинский раскоп[1].

58°31′30″ с. ш. 31°17′20″ в. д.
Работы проводились ЦООАИ НГОМЗ, по адресу улица Тимура Фрунзе-Оловянка, 4. Изученная площадь составила 640 м². На территорию раскопа попали фрагменты трёх средневековых усадеб. В древности они располагались между Маницыной и Никитиной улицами. Уличные настилы обнаружены не были. Среди множества находок была обнаружена также печать князя Мстислава Владимировича, сына Владимира Мономаха, относящаяся к XII веку.
- 2008 год — Борисоглебский раскоп.

С 1 июля по 15 октября 2008 г. на участке под застройку ЦООАИ НГОМЗ провёл полномасштабные археологические исследования культурного слоя. Руководитель — А. М. Степанов.
Исследованная площадь составила 465 м². Находки: берестяные грамоты, изделия из дерева и кожи, ювелирные украшения.

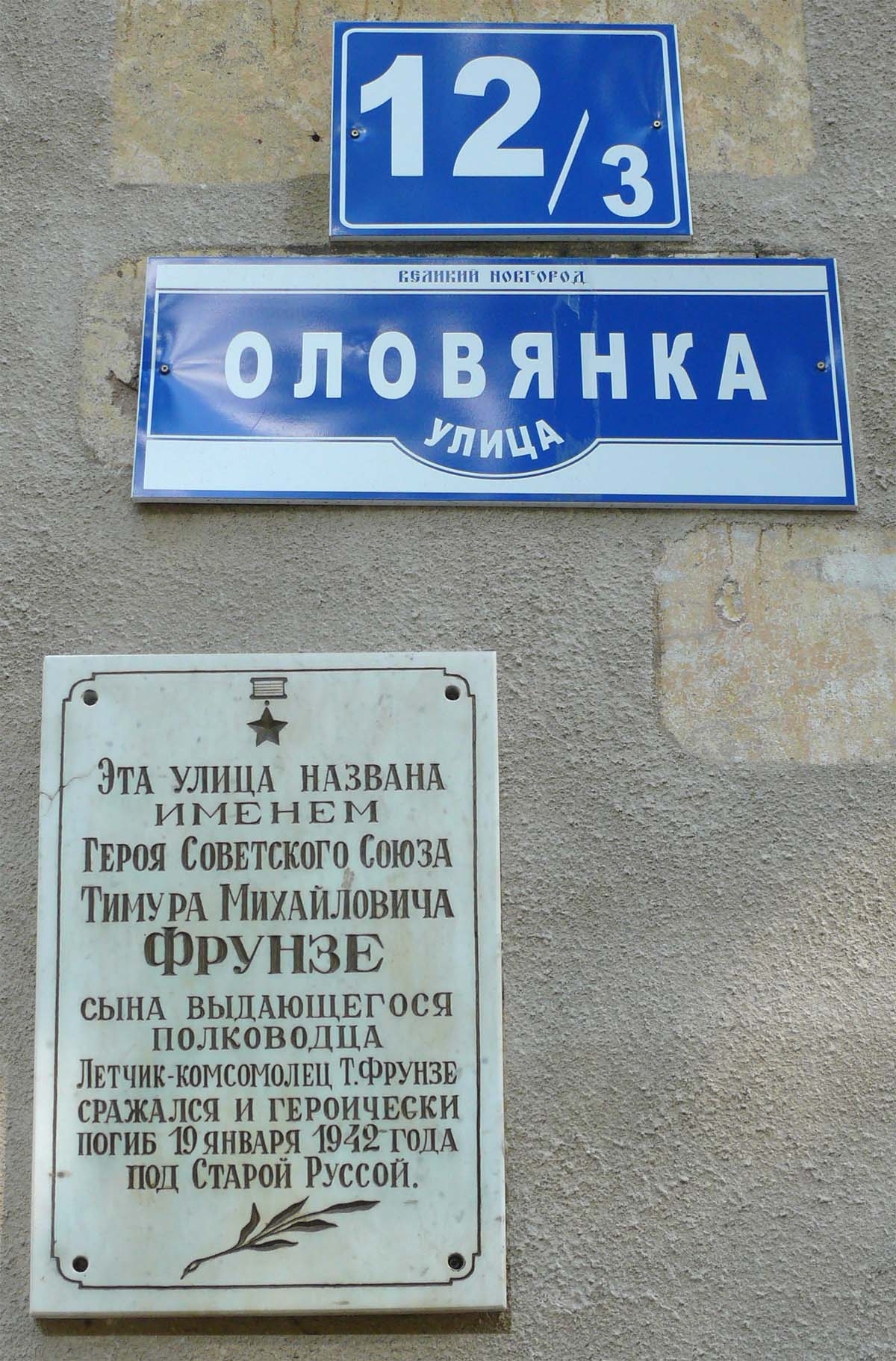
Аннотационная доска на одном из домов